# آنکازومیریوترا
آنکازومیریوترا (به لاتین: Ankazomiriotra) یک منطقهٔ مسکونی در ماداگاسکار است که در ناحیه بتافو واقع شده‌است. آنکازومیریوترا ۴۰۴ کیلومتر مربع مساحت و ۳۴٬۰۰۰ نفر جمعیت دارد و ۱٬۰۱۶ متر بالاتر از سطح دریا واقع شده‌است.